# (9995) Alouette
(9995) Alouette ist ein Asteroid des inneren Hauptgürtels, der am 24. September 1960 von dem niederländischen Astronomenehepaar Cornelis Johannes van Houten und Ingrid van Houten-Groeneveld entdeckt wurde. Die Entdeckung geschah im Rahmen des Palomar-Leiden-Surveys, bei dem von Tom Gehrels mit dem 120-cm-Oschin-Schmidt-Teleskop des Palomar-Observatoriums aufgenommene Feldplatten an der Universität Leiden durchmustert wurden.
Der Asteroid gehört zur Nysa-Gruppe, einer nach (44) Nysa benannten Gruppe von Asteroiden (auch Hertha-Familie genannt, nach (135) Hertha). Nach der SMASS-Klassifikation (Small Main-Belt Asteroid Spectroscopic Survey) wurde bei einer spektroskopischen Untersuchung von Gianluca Masi, Sergio Foglia und Richard P. Binzel bei (9995) Alouette von einer hellen Oberfläche ausgegangen, es könnte sich also, grob gesehen, um einen S-Asteroiden handeln.
Die zeitlosen (nichtoskulierenden) Bahnelemente von (9995) Alouette sind fast identisch mit denjenigen von sechs kleineren, wenn man von der Absoluten Helligkeit von 16,8, 16,3, 17,1, 18,0, 17,8 und 17,3 gegenüber 14,9 ausgeht, Asteroiden: (137680) 1999 XW45, (147761) 2005 QJ10, (202499) 2006 BS135, (213587) 2002 NV64, (329954) 2005 QD70 und (335687) 2006 WD39.
(9995) Alouette wurde am 11. November 2000 nach dem ersten kanadischen Satelliten benannt, Alouette 1, der von 1962 an die ersten Forschungsdaten aus der irdischen Ionosphäre gesendet hat. Die Benennung des Asteroiden erfolgte auf Vorschlag von Willem Fröger, einem niederländischen Astronomen, der in Argentinien arbeitet.